# 에이린 일리제이
에이린 일리제이(Richard Arin Ilejay, 1988년 2월 17일)는 미국의 음악가로 어벤지드 세븐폴드의 드러머였다. 그는 2011년부터 세션맴버로 활동하다가 2013년에 정식멤버가 되었다. 그는 어벤지드 세븐폴드의 멤버이기 이전엔 메탈 코어 밴드인 Confide에 있었다. 2015년 그는 어벤지드 세븐폴드에서 탈퇴하였다.

## 유년기
에이린 일리제이는 캘리포니아 주의 벤투라에서 태어났다 그의 아버지는 프로기타리스트였고
어머니는 복음가수였다 에이린은 9살부터 드럼을배우기 시작하여 펑크,재즈,라틴음악을 그의 아버지로
부터 배웠다 그후그는 팜데일 고등학교의 드러머에 가입하였다

## 어벤지드 세븐폴드
그는 마이크 포트노이와 현재는 사망한 더 레브의 다음으로 어벤지드 세븐폴드의 드러머가 되었다
그는 2011년 1월 20일 펜실베이니아주의 레딩에서 첫공연을 가졌다
그후 그는 밴드가 발표한 두싱글앨범인 콜 오브 듀티: 블랙 옵스의 좀비맵"Call of Dead"의 Not Ready to Die와 콜 오브 듀티: 블랙 옵스 II의 Carry On 에등장하였다
2013년 8월 9일 Avenged Sevenfold in Mashantuckt, CT at the Foxwoods casino 공연에서 정식맴버가 된후
첫공연을 가졌다
그가 처음 밴드에서 만든 정식앨범인 Hail to the King이 2013년 8월 27일(미국기준) 발매되었다
그는 2015년7월 23일에 어벤지드 세븐폴드에서 탈퇴하였다

### 갑작스러운 탈퇴
에이린의 어벤지드 세븐폴드의 탈퇴는 많은 팬들에게 충격을 주었다.
그들의 공식 홈페이지에서 "우리는 이제 에이린 없이 활동을 하기로 했다"라는 글제목과 함께
에이린이 팀에서 탈퇴 되었음을 알렸다. 보관됨 2015-07-31 - 웨이백 머신

## 음반

### Confid
- "Shout the Truth" (2008)
- "Shout the Truth" (re-issue) (2009)

### 어벤지드 세븐폴드
- "Not Ready to Die" (2011)
- "Carry On" (2012)
- "Hail to the King" (2013)